# 飯沼玉亀
飯沼 玉亀（いいぬま ぎょくき、安政5年〈1858年〉 ‐ 没年不明）とは、明治時代の浮世絵師。

## 来歴
鍋田玉英の門人。飯沼氏、玉亀、稀堂、種堂と号す。父の庭作と釈堯光にも絵を学んだという。作画期は明治10年代から明治40年代にかけてで、読本の挿絵などを手掛けている。山水画または美人画を得意としたとも伝わる。

## 作品
- 『女子修身訓要解』　※明治11年（1878年）刊行。玉亀編、金港堂版
- 『流行速記の花』　※明治22年（1889年）刊行
- 『観光図説』　※明治26年刊行、玉亀編・画。三省堂版